# Talang Jawa (Merbau Mataram)
Talang Jawa is een bestuurslaag in het regentschap Lampung Selatan van de provincie Lampung, Indonesië. Talang Jawa telt 2560 inwoners (volkstelling 2010).